# Православний цвинтар (Гельсінкі)
Православний цвинтар у Лапінлагті інша назва  Ільїнський (фін. Helsingin ortodoksinen hautausmaa) — некрополь Гельсінкі у районі Лапінлагті, де поховані письменники, художники, скульптори, архітектори та релігійні і політичні діячі Фінляндії православного віросповідання.

## Історія

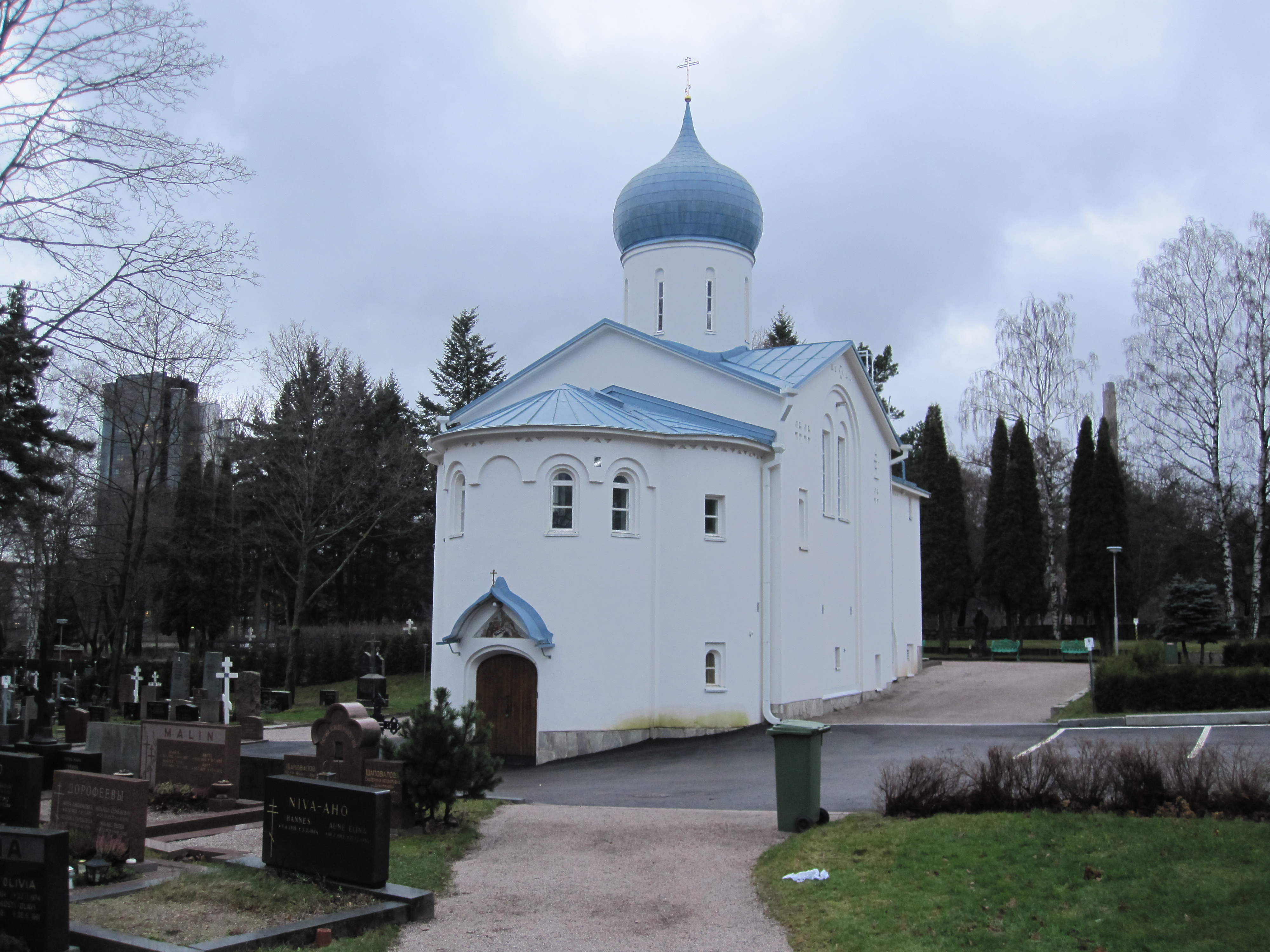
Ільїнська церква, архітектор Іван Кудрявцев

До 1809 року православних мешканців Гельсінгфорса ховали на лютеранському цвинтарі в центрі міста. Після приєднання Фінляндії до Росії,  у 1815 році, для них відвели ділянку на південно-західній околиці в безпосередній близькості від лютеранського цвинтаря.
На православному цвинтар ховали практично всіх православних мешканців Гельсінкі в той час, коли Велике князівство Фінляндське входило до складу Російської Імперії. Після революції та проголошення незалежності Фінляндії православні парафії на її території були організовані в Фінляндської Автономну Церкву, і цвинтар теж був приписаним до неї.
У 1852 році при вході на цвинтар була побудована кам'яна Іллінська каплиця, а в 1954 році на території некрополя за проектом архітектора Івана Кудрявцева зведена церква в честь Іллі Пророка.
У 2013-2014 роках, при картографуванні території цвинтаря фахівцями з університету Аалто, були виявлені 12 сімейних склепів XIX століття.

## Поховання
- Бодіско Микола Андрійович (1756-1815) — контр-адмірал, головний командир Свеаборгського порту
- Будянський Павло Петрович (1876-1962) — полковник
- Булич Віра Сергіївна (1898-1954) — поетеса, прозаїк
- Вирубова Анна Александровна (1884-1964) — фрейліна імператриці Олександри Федорівни
- Гарднер Вадим Данилович (1880-1956) — російський поет
- Дерньятін Тамара (1926-2003) — співачка
- Клюєв Микола Олексійович (1859-1921) — генерал-лейтенант
- Колліандер Тіто (1904-1989) — православний письменник, перекладач
- Кудрявцев Іван Миколайович (1904-1995) — архітектор
- Нєпєнін Адріан Іванович (1871-1917) — останній командувач Балтійським флотом
- Ніфонтова Любов Андріївна (1913-1987) — фінська балерина російського походження
- Раупах Роман Романович фон (1870-1943) — юрист, полковник, військовий слідчий
- Рєпін Юрій Ілліч (1877-1954) — художник
- Савін Іван Іванович (1899-1927) — російський поет, письменник, учасник білого руху
- Сінєбрюхов Микола Петрович (1788-1848) — купець
- Сінєбрюхов Павло Павлович (1859-1917) — купець, меценат
- Сінєбрюхов Павло Петрович (1799-1883) — купець
- Сове Борис Іванович (1900-1962) — російський богослов, літургіст
- Старк Олександр Оскарович (1878-1922) — російський морський офіцер
- Старк Оскар Вікторович (1864-1928) — російський адмірал
- Фаберже Агафон Карлович (1876-1951) — ювелір
- Шилкін Михайло Миколайович (1900-1962) — художник-кераміст